# Alan Tomlinson

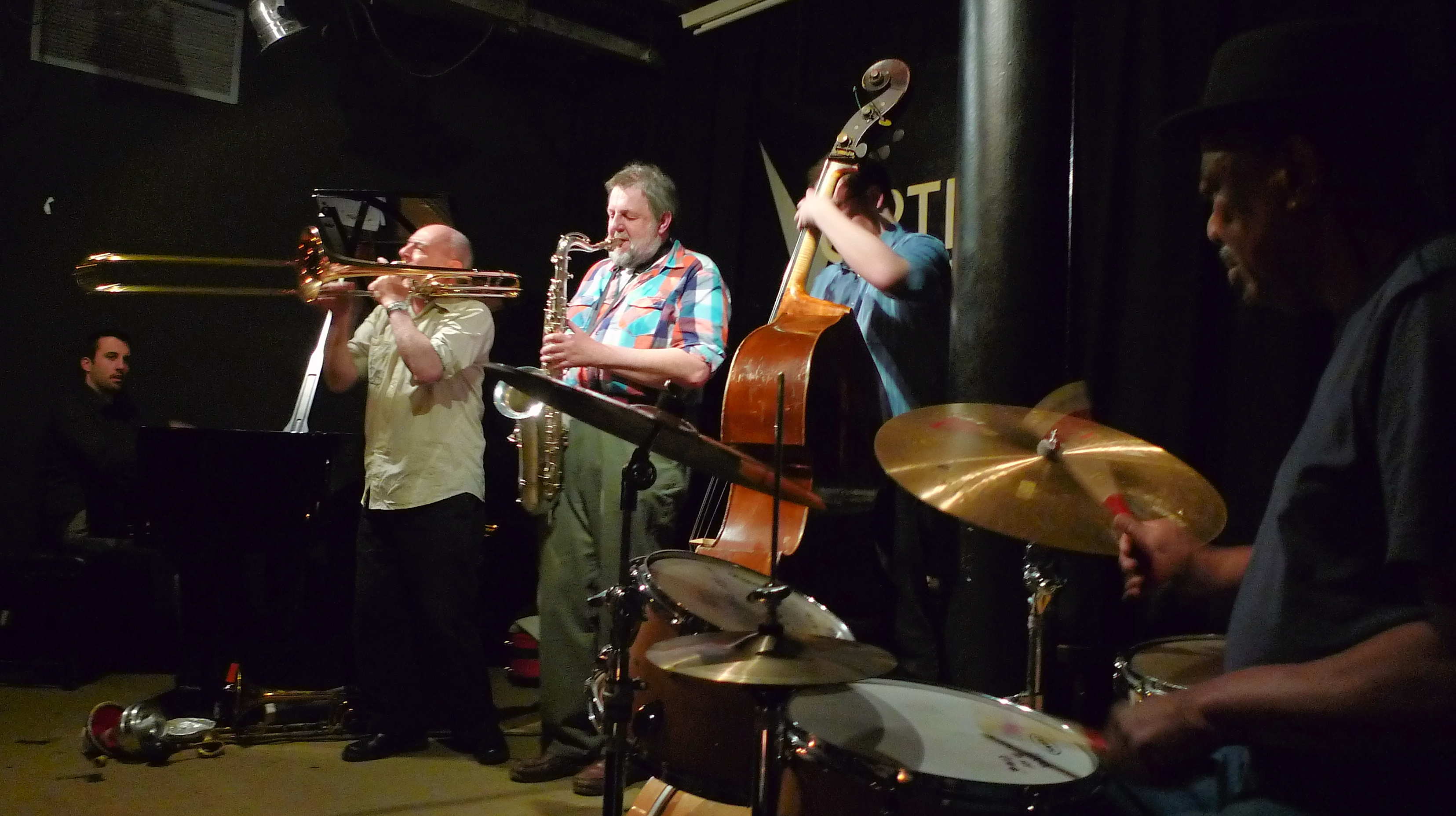
Alan Tomlinson mit dem Louis Moholo Quintett (mit Paul Dunmall (Saxophon), Alexander Hawkins (Piano, nicht im Bild) und Olie Brice (Bass))

Alan Tomlinson (* 7. November 1947 in Manchester; † 13. Februar 2024) war ein britischer Improvisationsmusiker (Posaune).

## Leben und Wirken
Tomlinson, der zunächst am City of Leeds College of Music studierte, war ab Mitte der 1970er Jahre als Musiker aktiv, zunächst als Mitglied der Portsmouth Sinfonia, wo er sich die Posaune weiter aneignete und 1974 an dem Konzert in der Royal Albert Hall sowie dem Album Hallelujah mitwirkte. In der britischen Improvisationsszene gehörte er zunächst zu Tony Oxleys 1974 gegründeter Gruppe Angular Apron und zum von Barry Guy geleiteten London Jazz Composers Orchestra, später zum Ballet Rambert Orchestra und dem Electo-Acoustic Cabaret. Weiterhin arbeitete er in kleinen Besetzungen mit Musikern wie Jon Corbett, David Toop, Phil Minton, Steve Beresford und Roger Turner, mit denen er sowohl durch Europa als durch Nordamerika tourte. Mit Clive Bell, Peter Cusack und Sylvya Hallett spielte er bei Kahondo Style Ethnojazz.
Sein erstes Solo-Album Still Outside erschien 1980. Komponisten wie Orie Sato oder Dolores White haben Kompositionen für ihn verfasst. Mitte der 1990er Jahre war er sowohl mit seinem Trio unterwegs, zu dem der Gitarrist Dave Tucker und der Schlagzeuger Phil Marks gehörten, als auch mit den Ensembles Sounds Positive und New Wind Chamber Group, in dem er auch dirigierte. Im Bereich des Jazz war er laut Tom Lord zwischen 1980 und 2020 an 51 Aufnahmesessions beteiligt, zuletzt mit dem London Jazz Composers Orchestra bei Auftritten in Krakau.

## Diskographische Hinweise
- The Alfred Hitchcock Company: Six Sequences Pour Alfred Hitchcock (Nato, 1985) solo
- Alan Tomlinson/Steve Beresford/Roger Turner: Trap Street (Emanem, 2002)
- Alan Tomlinson Trio: Inside Out (FRMR, 2018)
- Alan Tomlinson, Steve Beresford, Steve Noble: Baggage and Boating (Scatter, 2023)
- Alan Tomlinson, Rhodri Davies, Roger Turner: At Ryan'’s Bar (Scatter, 2024)